# العقبة (القبيطة)

تعديل مصدري - تعديل

العقبة هي إحدى قرى عزلة كرش بمديرية القبيطة التابعة لمحافظة لحج، بلغ تعداد سكانها 156 نسمة حسب تعداد اليمن لعام 2004.